# Elas São do Baralho
Elas São do Baralho é um filme brasileiro de 1977, do gênero comédia, dirigido por Sílvio de Abreu.

## Sinopse
Transferido com a esposa para São Paulo, executivo de uma corretora de valores de Belo Horizonte enfrenta as atribulações da capital paulista e é recebido no escritório com uma festinha nada convencional.

## Elenco
- Cláudio Corrêa e Castro.... Eugênio Miranda
- Antonio Fagundes...Maurício
- Marivalda
- Hugo Bidet
- Nuno Leal Maia...Joca
- Sônia Mamede...Angélica
- Carlos Koppa
- Cristina Pereira
- Carlos Bucka
- Valéria D'Elia
- Esmeralda Barros
- Sérgio Ropperto
- Yolanda Cardoso
- Adoniran Barbosa
- João Acaiabe